# Piégée (film, 2012)
Pour les articles homonymes, voir Piégé.
Pour plus de détails, voir Fiche technique et Distribution.
Piégée (Haywire) est un film d'espionnage et d'action américain réalisé par Steven Soderbergh et sorti en 2012.
Le rôle principal est tenu par Gina Carano, connue notamment pour sa pratique des arts martiaux mixtes. Le film reçoit des critiques globalement positives dans la presse à sa sortie mais ne performe pas au box-office.

## Synopsis
Mallory Kane est un agent d'élite spécialiste des opérations noires. À Barcelone, elle doit libérer un journaliste chinois retenu en otage. Une fois sa mission accomplie, elle découvre qu'il vient d'être assassiné et que les preuves l'accusent. Mallory devient alors la cible de plusieurs tueurs très bien informés sur sa personne. Elle décide de mettre sa famille à l'abri et de démasquer les vrais coupables.

## Fiche technique
- Titre original : Haywire
- Titre français et québécois : Piégée
- Réalisation : Steven Soderbergh
- Scénario : Lem Dobbs
- Musique : David Holmes
- Direction artistique : Howard Cummings
- Décors : James F. Oberlander
- Costumes : Shoshana Rubin
- Photographie : Peter Andrews[1]
- Montage : Mary Ann Bernard[1]
- Production : Gregory Jacobs

Coproducteur : Ken Halsband
Producteurs délégués : Ryan Kavanaugh, Michael Polaire et Tucker Tooley
- Société de production : Relativity Media
- Sociétés de distribution : Relativity Media (États-Unis), UGC Distribution (France), Alliance Films (Canada)
- Budget : 23 000 000 dollars[2]
- Pays de production :  États-Unis
- Langue originale : anglais
- Format : couleur - 35 mm - 2,35:1 - son Dolby Digital
- Genre : espionnage, action
- Dates de sortie[3] :
  - États-Unis, Canada : 20 janvier 2012
  - Belgique : 11 avril 2012
  - France : 11 juillet 2012

## Distribution
- Gina Carano (V. F. : Marjorie Frantz ; V. Q. : Catherine Hamann) : Mallory Kane
- Michael Fassbender (V. F. : Alexis Victor ; V. Q. : Patrice Dubois) : Paul
- Ewan McGregor (V. F. : Dimitri Rataud ; V. Q. : François Godin) : Kenneth
- Bill Paxton (V. F. : Jérôme Keen ; V. Q. : Daniel Picard) : John Kane
- Channing Tatum (V. F. : Axel Kiener ; V. Q. : Frédérik Zacharek) : Aaron
- Mathieu Kassovitz (V. F. : Xavier Fagnon ; V. Q. : François Trudel) : Studer
- Michael Angarano (V. F. : Julien Alluguette ; V. Q. : Xavier Morin-Lefort) : Scott
- Antonio Banderas (V. F. : Bernard Gabay ; V. Q. : Manuel Tadros) : Rodrigo
- Michael Douglas (V. F. : Patrick Floersheim ; V. Q. : Marc Bellier) : Coblenz
- J. J. Perry : Max
- Eddie J. Fernandez : Barroso
- Anthony Brandon Wong : Jiang
- Aaron Cohen : Jamie
- Natascha Berg : Liliana
- Maximino Arciniega : Gomez

Sources et légendes : Version française (V. F.) et Version québécoise (V. Q.)

## Production

### Genèse et développement
Le film a été annoncé en septembre 2009. Nommé d'abord Knockout, puis changé en Haywire, après que la production a commencé. Grand fan de la saga James Bond, Steven Soderbergh voulait réaliser depuis longtemps un film d'espionnage où les personnages secondaires seraient aussi important que le principal.
Steven Soderbergh retrouve ici le scénariste Lem Dobbs, après Kafka (1991) et L'Anglais (1999). Dès l'écriture du scénario, la production s'attache les services d'Aaron Cohen, ancien membre des forces spéciales de l'armée israélienne devenu expert en sécurité internationale, pour coacher les acteurs, approuver la véracité de l'histoire, des costumes, etc..

### Attribution des rôles

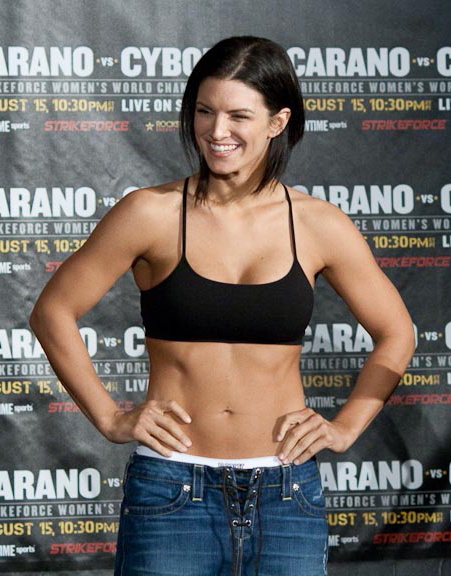
Gina Carano

Piégée est le tout premier grand rôle de la combattante de MMA Gina Carano, après un rôle secondaire dans Blood and Bone. Steven Soderbergh voulait une actrice capable de faire des cascades elle-même et l'a trouvé en découvrant un combat de Gina Carano. Pour épauler cette actrice débutante, le réalisateur l'a entouré d'acteurs confirmés Michael Douglas, Antonio Banderas, Ewan McGregor ou Michael Fassbender.
Dennis Quaid devait à l'origine jouer le père de Mallory. Engagé sur Soul Surfer, il quitte le projet et est remplacé par Bill Paxton.
Ce film marque le début de la collaboration entre Steven Soderbergh et Channing Tatum, qui se poursuivra avec Magic Mike (2012), Effets secondaires (2013) et Logan Lucky (2017). Par ailleurs, le réalisateur avait déjà dirigé Michael Douglas dans Traffic (2000) et il le retrouvera pour le téléfilm Ma vie avec Liberace (2013).

### Tournage
Le scénario prévoyait un tournage à Dublin, et a été majoritairement tourné en Irlande. D'autres scènes ont été tournées à Los Alamos au Nouveau-Mexique.
Les premières images ont été révélées en 2010.

### Musique
La musique du film est composée par David Holmes, qui signe ici une nouvelle collaboration avec Steven Soderbergh après Hors d'atteinte (1998) et la trilogie Ocean's (2001-2007).
Liste des titres
1. Haywire
2. Upstate NYC
3. Barcelona
4. Stakeout
5. Let's Get Jiang
6. Delivering Jiang
7. Dublin
8. Sniffing Around
9. The Drive Rossbourgh
10. Looking For Clues
11. Jiang's Dead
12. Shot In The Face
13. Dublin Chase
14. Against All Odds
15. Against All Odds Pt. 2
16. The Ship Comes In
17. No Eye Dear
18. Where's Kenneth

## Sortie

### Critique
Piégée reçoit en majorité des critiques positives. L'agrégateur Rotten Tomatoes rapporte que 80 % des 85 critiques ont donné un avis positif sur le film, avec une assez bonne moyenne de 6,8⁄10. L'agrégateur Metacritic donne une note de 68 sur 100 indiquant des « critiques positives » .

### Box-office
En France, le film totalise 161 222 entrées dont 93 882 à Paris.
Aux États-Unis, le film rapporte 18 942 396 $ et 33 372 606 $ dans le monde,.

## Nominations
- Golden Trailer Awards 2012 : meilleur film-graphique du film, meilleure publicité la plus innovante, bande-annonce la plus originale[16]
- Critics' Choice Movie Awards 2013 : meilleure actrice dans un film d'action pour Gina Carano